# البردويل (سوريا)
البردويل هي إحدى القرى المحتلة والمدمرة التابعة لمركز فيق التابع لمحافظة القنيطرة في هضبة الجولان بجنوب غرب سوريا.
معلم أثري من معالم الجولان، قرية (جدية) ناحية قرى مركز محافظة القنيطرة ومنطقتها 363 ن وترتفع 363 م.
يقع عند حافة سلسلة من المرتفعات تشرف شمالاً على سهل جدية وجنوباً على وادي دفيلة بارتفاع 100 م بنيت عليه غرف مربعة وبيضوية الشكل كما عُثر على بقايا خرب، من مباني وخنادق وكسر فخارية، وكلها داخل السور المذكور، تعود في تاريخها إلى العصور الكنعانية والبيزنطية والإسلامية.